# Dasyvalgus penicillatus
Dasyvalgus penicillatus är en skalbaggsart som beskrevs av Blanchard 1850. Dasyvalgus penicillatus ingår i släktet Dasyvalgus och familjen Cetoniidae. Inga underarter finns listade i Catalogue of Life.